# Gadchiroli
Gadchiroli es una ciudad y  municipio situada en el distrito de Gadchiroli en el estado de Maharashtra (India). Su población es de 54152 habitantes (2011). Se encuentra a orillas del río Wainganga.

## Demografía
Según el censo de 2011 la población de Gadchiroli era de 54152 habitantes, de los cuales 27569 eran hombres y 26583 eran mujeres. Gadchiroli tiene una tasa media de alfabetización del 90,45%, superior a la media estatal del 82,34%: la alfabetización masculina es del 94,44%, y la alfabetización femenina del 86,35%.